# Соснови Бор (Псковска област)
Соснови Бор (рус. Сосновый Бор) насељено је место са административним статусом варошице (рус. посёлок городского типа) на крајњем западу европског дела Руске Федерације. Налази се у југозападном делу Псковске области и административно припада Себешком рејону.
Према проценама националне статистичке службе за 2016. у вароши је живело 2.733 становника.
Статус насеља урбаног типа, односно варошице носи од 1998. године.

## Географија
Варошица Соснови Бор смештена је на крајњем југозападу Псковске области, односно на западу Себешког рејона, недалеко од тромеђе Русије са Белорусијом и Летонијом. Налази се на око 208 километара јужно од града Пскова, односно на око 18 километара југозападно од железничке станице Себеж.
Источно од варошице налази се територија Себешког националног парка.

## Историја
Совјетски генералштаб донео је 19. августа 1595. одлуку о оснивању потпуно новог војничког насеља у околини града Себежа. Савремени војни комплекс у којем су се налазила складишта најновијег совјетског оружја, укључујући и нуклеарне бојеве главе, био је познат под шифром Себеж-5.
Паралелно са градњом војних објеката подизане су и стамбене четврти у којима су живели војници који су ту службовали и њихове породице. Већ током 1960. у цивилном делу насеља са радом је почео и дечији вртић и основна школа.
Касарна је званично распуштена током 1993. године, а на њеном месту касније је отворен пенолошки центар. Одлуком Псковске скупштине од 18. децембра 1997. дтадашње војничко насеље Себеж-5 преименовано је у варошицу Соснови Бор. Одлука о преименовању и административном преуређењу ступила је на снагу 18. јуна 1998. године.
Варошица је 2. маја 2015. званично обележила 55 година од оснивања.
У Сосновом Бору данас се налази затвор у ком казне служе осуђеници оптужени за најтежа кривична дела.

## Демографија
Према подацима са пописа становништва 2010. у вароши је живело 2.877 становника, док је према проценама националне статистичке службе за 2016. варошица имала 2.733 становника.
| 1989. | 2002. | 2010. | 2016. |
| ----- | ----- | ----- | ----- |
| ×××   | 1.861 | 2.877 | 2.733 |